# 縣長公館
縣長公館是位於台灣台東縣台東市的一座建築。縣長公館修建於1915年，曾是臺東廳廳長的官舍，戰後被國民政府接收，並繼續作為縣長公館使用。台東縣長公館是一座一層日式木質建築，為台東縣現存最完整的日式建築，被列入臺東縣文化資產。現在台東縣長公關被開放用來作為音樂分享會的場地。